# Михаил Эфесский
Михаил Эфесский (др.-греч. Μιχαήλ Ἐφέσιος; около 1050—1129) — византийский философ, автор ряда комментариев на сочинения Аристотеля. Дата рождения Михаила Эфесского точно не известна. Свод комментариев был составлен, видимо, до 1138 года. Благодаря деятельности Михаила Эфесского мы имеем первый полный комментарий на Софистические опровержения, с которого, пожалуй, началось полноценное исследование этого текста.

## Жизнь
О жизни Михаила Эфесского известно не многое. Он работал на философском отделении Константинопольского университета. Вместе с Евстафием Никейским входил в группу, организованную дочерью императора Алексея I Комнина, Анной Комниной. Анна покровительствовала перипатетической философии, возрождение которой началось после того как церковь анафематствовала платоническое учение Иоанна Итала. Михаил Эфесский сделал существенный вклад в развитие аристотелизма в свою эпоху. Как пишет ученый в конце своего комментария к «Малым сочинениям о природе» (Parva naturalia), цель его работы состояла в том, чтобы охватить тот объём текстов Аристотелевского корпуса, которые оставили без внимания другие комментаторы. Михаил с таким упорством был отдан своему делу, что в конце концов потерял зрение. Многие комментарии содержат намеки на современную ситуацию, а также критику системы образования в Константинополе.

### Комментарии к сочинениям Аристотеля
- На Софистические опровержения: Commentaria in Aristotelem Graeca II.3
- На О возникновении животных: CAG XIV.3
- На Никомахову этику, книги 9-10: CAG XX
- На Малые сочинения о природе: CAG XXII.1
- На О частях животных, О движении животных, О способах передвижения животных: CAG XXII.2
- На Никомахову этику, книга 5: CAG XXII.3
- Комментарии Михаила на псевдо-Аристотелевское сочинение О цветах остались не изданным, а комментарии к Политике сохранились частично.